# Shelby Rabara
Shelby Rabara (ur. 5 października 1983) – amerykańska aktorka i tancerka pochodzenia filipińskiego.
Jest oryginalnym głosem Perydot w serialu animowanym Steven Universe.

## Filmografia (wybór)
Źródło:
- Znów mam 17 lat (2009) – cheerleaderka
- Community (2009) – Randi
- Steven Universe (2013) – Perydot
- Dr Ken (2015) – tancerka